# Urbanismo de León (España)
La ciudad de León, capital de la provincia homónima, es una urbe con dos fuertes condicionantes, los ríos Bernesga y Torío, los cuales han marcado su desarrollo a lo largo de su historia. 
Si bien a principios del siglo XIX era un pequeño núcleo de carácter rural, la llegada del ferrocarril provocó un importante desarrollo urbano. Ese crecimiento se plasmó, ya en el siglo XX, en el Ensanche, localizado entre el casco viejo y el río Bernesga. Asimismo, la continua llegada de inmigrantes a la ciudad favoreció la aparición de numerosos barrios obreros en los alrededores del casco antiguo, aunque sin una planificación previa.
Tal planeamiento no llegó hasta el Plan de 1960, que sirvió de base para el siguiente PGOU de 1975. A finales del siglo XX y principios del XXI, el mayor crecimiento de la ciudad se dio en su área metropolitana, a la vez que en la propia León se desarrollan nuevas áreas urbanas como La Lastra o La Torre.

## Historia

### Origen

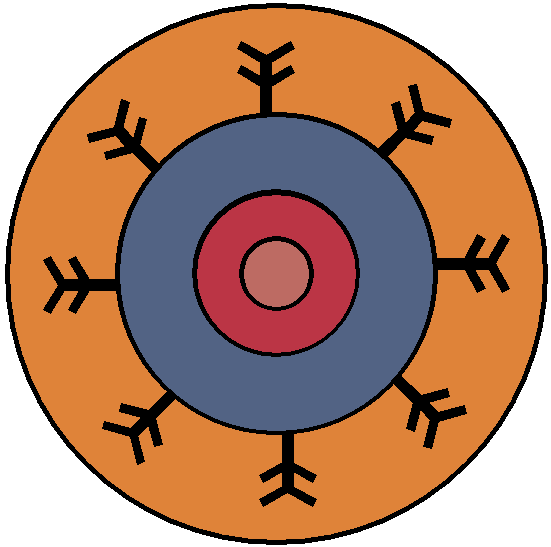
Emblema de los Septimani Gemina en la Notitia Dignitatum a comienzos del.

La ciudad de León tiene un origen militar: en el año 74 se implanta la Legio VII para controlar a la belicosa población autóctona. El lugar elegido fue uno ya colonizado con anterioridad por otros contingentes militares como la Legio VI Victrix: un altozano a 840 m de altura y distante 3 km de la confluencia de los ríos Bernesga y Torío. Esta posición era estratégica por estar en la zona de transición entre la meseta y la cordillera cantábrica, por su lejanía de la población indígena y su comunicación con la red viaria.
La superficie del campamento original era de 570 metros de largo por 350 de ancho, superficie típica de los asentamientos de una sola legión, cuya composición teórica era de 6.000 miembros. La organización interna de dicha superficie era canónica, con un recinto rectangular de ángulos redondeados delimitado por un perímetro defensivo con cuatro puertas en los extremos de las dos vías principales. Estas, ortogonales entre sí, pautaban un sistema de calles reticular de manzanas rectangulares. De esta estructura quedan en la actualidad la traza del eje transversal (calle ancha), la traza de la línea defensiva y el emplazamiento de la edificación más emblemática, hoy día la catedral.
A finales del siglo IV los textos ya no localizan a la Legio VII por sí misma, sino a la civitas que se formó en su solar antes de las invasiones germánicas. En esta época se refuerza notablemente la muralla en previsión de la inseguridad reinante en los últimos años del imperio y es también la época en la que se tienen las últimas noticias de la ciudad hasta su repoblamiento en la Alta Edad Media.

### Repoblación y capitalidad

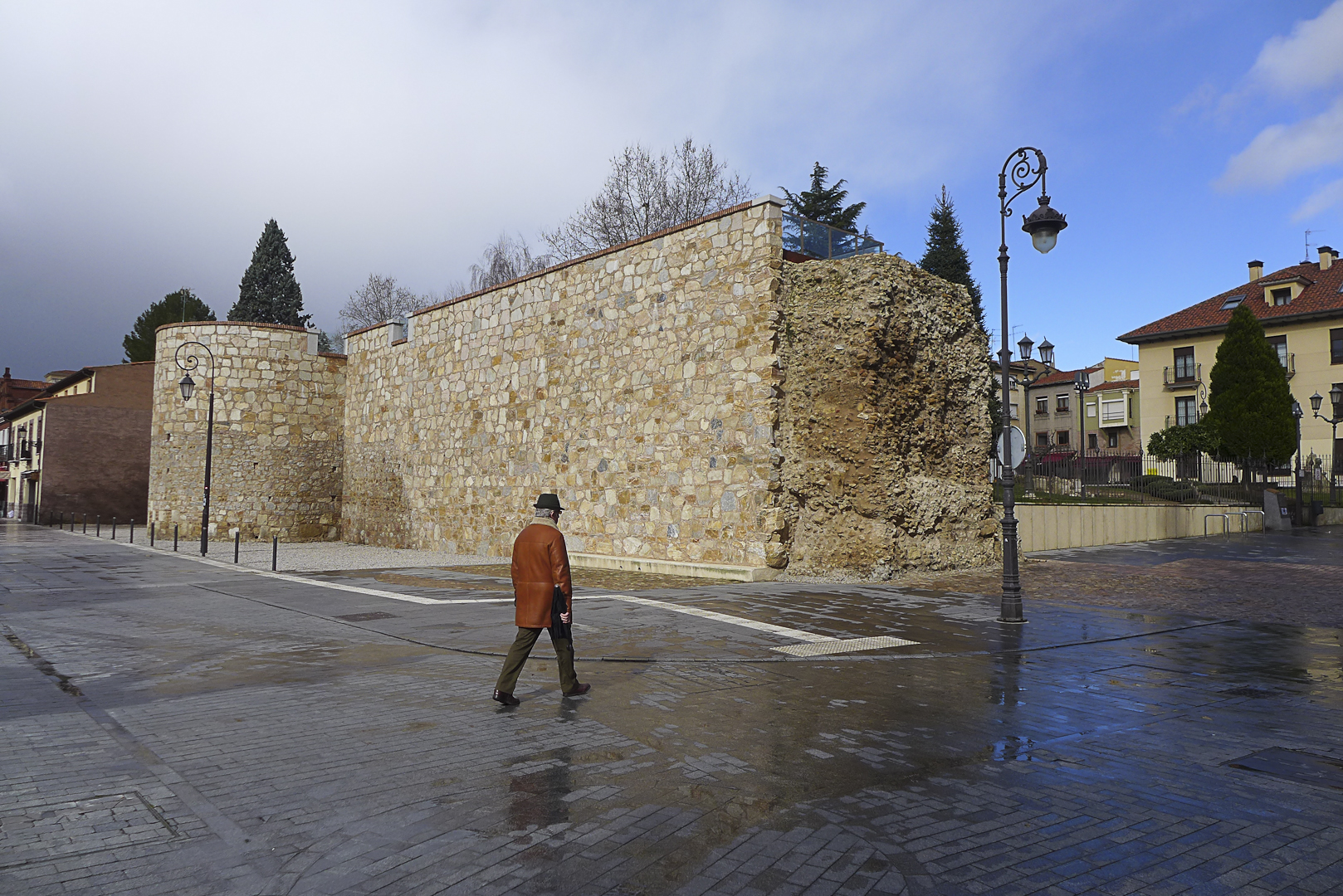
Murallas de la ciudad.

Pese a algún intento frustrado de repoblación, la ciudad permaneció vacía hasta mediados del siglo IX, cuando la expansión del reino de Asturias por el valle del Duero crea la suficiente estabilidad en la zona como para que se instale permanentemente la población. En el año 856 Ordoño reconstruyó la ciudad, restauró las murallas e instaló un obispado y su palacio en el solar de las antiguas termas. La importancia de la ciudad creció con el avance de la repoblación hasta convertirse en la capital del reino de León y en el núcleo urbano más importante de la España cristiana del siglo X.
La nueva ciudad se encierra en el interior del recinto amurallado, lo que configura de antemano la morfología del asentamiento. Si bien la nueva estructura urbana difiere de la existente en época romana, se mantienen ciertas características como la vía trasversal. La vía longitudinal por su parte se sustituyó por dos calles paralelas que convergen en las puertas de los extremos. La posición descentrada del eje trasversal divide al rectángulo en dos partes de diferente tamaño y configuración: la parte norte es de manzanas grandes y alargadas y la parte sur, de manzanas más pequeñas.
La edificación se agrupó en las denominadas cortes, que según Sánchez Albornoz eran "...solares cercados, dentro de los cuales se alzaban diversas edificaciones más o menos aisladas, que llamaban genéricamente casas y que destinaban específicamente a habitación, cocina, establos, graneros y el resto de servicios indispensables en la morada de un labrador...". Abundaban también los cenobios y monasterios, favorecidos por dotaciones reales y que constituían unidades funcionales complejas, organizadas seguramente de forma similar a las cortes. Por todo esto, la edificación era relativamente baja. Extramuros se ubicaron otros monasterios y arrabales de carácter agrícola.
La ciudad, no obstante, vio truncado su resurgimiento cuando, a principios del milenio, las tropas lideradas por Almanzor saquearon y arruinaron la ciudad, despoblándola en gran medida.

### Siglo XIX
A comienzos del siglo XIX, la ciudad era un pequeño núcleo urbano articulado en torno a la Catedral, de marcado carácter rural y sin un planteamiento urbanístico previo. Es a partir de los años 1830, con la desamortización, cuando en León empiezan a venderse con gran frenesí las propiedades eclesiásticas en torno a la ciudad, de las cuales un 70% pertenecían a la Basílica de San Isidoro y al Cabildo de la Catedral, los dos grandes propietarios de la ciudad. 
En un principio, el interés de estas nuevas tierras entre los dos ríos se centraba exclusivamente en la renta agraria, pero a medida que se acercaba el fin de siglo, se comenzaron a revalorizar ante las grandes expectativas de expansión urbana de la ciudad.
La llegada del ferrocarril
La llegada del ferrocarril se convirtió en el principal factor dinamizador del crecimiento urbano leonés durante la segunda mitad del siglo XIX y primeras décadas del siglo XX. La estación constituía un núcleo de fijación y expansión por sus propias instalaciones, conectadas mediante otras obras públicas y accesos a la ciudad.
La situación de la estación, en la margen derecha del río Bernesga y al oeste de la ciudad vieja, fue determinante para el desarrollo urbano de los siguientes años, ya que la ciudad se expandió prioritariamente hacia esa zona. En los alrededores de la propia estación comenzaron a instalarse industrias interesadas, empezando a aparecer las primeras agrupaciones de población obrera que trabajaba en el ferrocarril. En un primer momento se trataba de edificaciones espontáneas, pero a principios del siglo XX se inició el ordenamiento de la zona con sucesivas parcelaciones entre la carretera de Zamora y el Crucero, formando así el Barrio de la Estación, el elemento más dinámico de la ciudad en el siglo XIX.
Problemática urbana
A medida que avanzaba el siglo XIX, la vieja ciudad medieval se revelaba como un marco vital cada vez más inadecuado para satisfacer las necesidades de la población. La ocupación del espacio era más densa y en la misma proporción crecían las necesidades de vivienda, a la vez que la movilidad comercial aparecía colapsada por una estructura vial construida siglos atrás. La ausencia o ineficacia de sistemas de evacuación de todo tipo de residuos y la inexistencia de una reglamentación estricta en materia higiénico-sanitaria propiciaban un medio ambiente insano, responsable de las grandes plagas que atacaron a la población española a lo largo del siglo XIX.
Durante la restauración de la Catedral, Juan de Madrazo confeccionó un informe: " Breves sugestiones acerca de los sistemas que puedan adoptarse para conseguir la limpieza en León". En él manifestaba la falta de servicios e infraestructuras para mantener la ciudad limpia; especial énfasis ponía en denunciar los vicios y costumbres que en materia de higiene mantenían los leoneses.
Un análisis muy similar realizó el médico leonés Ramón García y Ponce de León cuando redactó, en 1884, el "Estudio Topográfico y Médico de León". El año siguiente, el Ayuntamiento de León promulgó unas ordenanzas para hacer frente a los graves problemas de salud pública que soportaba la ciudad. Aun así, no fue hasta principios del siglo XX cuando se aprobó un plan de saneamiento para la construcción de una red de infraestructuras de evacuación.

### sigloXX
El Ensanche

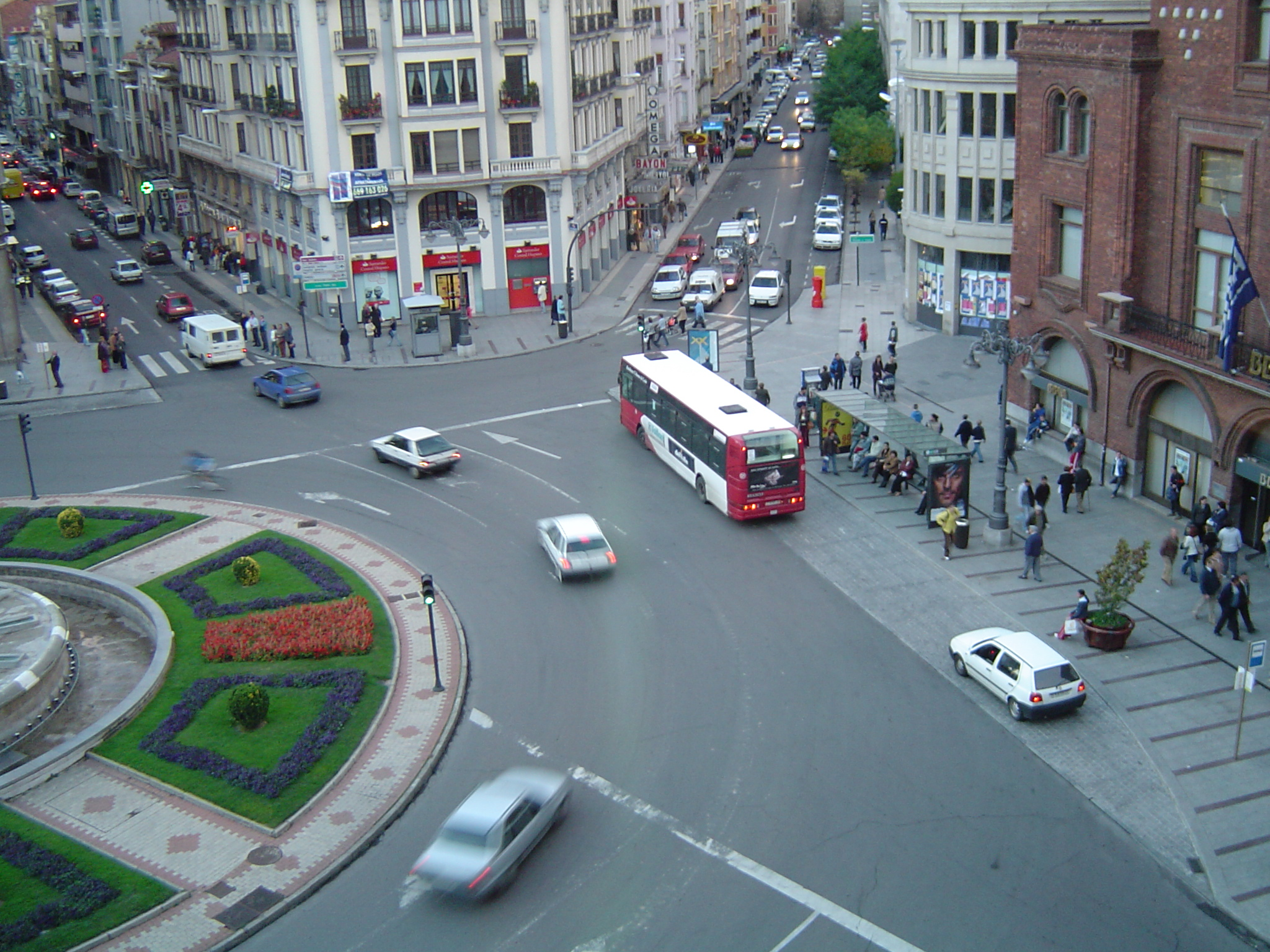
La plaza de Santo Domingo, centro neurálgico de León, fue fruto de la unión del casco antiguo y el ensanche.

Al comenzar el siglo XX, León vivía cierta euforia urbanística motivada por el inicio del Ensanche en el año 1904. Este Ensanche viene a configurarse como catalizador de los intereses económicos y urbanísticos, además de mecanismo regulador de conflictos. Es así como los propietarios de la calle Ordoño II presionan al Ayuntamiento para convertir a esta en la calle principal del Ensanche y, más tarde, de toda la ciudad.
Durante medio siglo, el Ensanche supuso el lugar de asentamiento para la burguesía leonesa, puesto que las leyes municipales prohibían la instalación de casas obreras y de industrias. La ciudad empezó a ocupar primero Ordoño II, siguiendo la construcción alrededor de esta, pero se retrasaron mucho los plazos debido a una escasa demanda y a la falta de infraestructuras públicas como calles o alcantarillado, las cuales no fueron presupuestadas por la negativa del Ministerio de Hacienda a financiar de tales obras.
Los barrios obreros

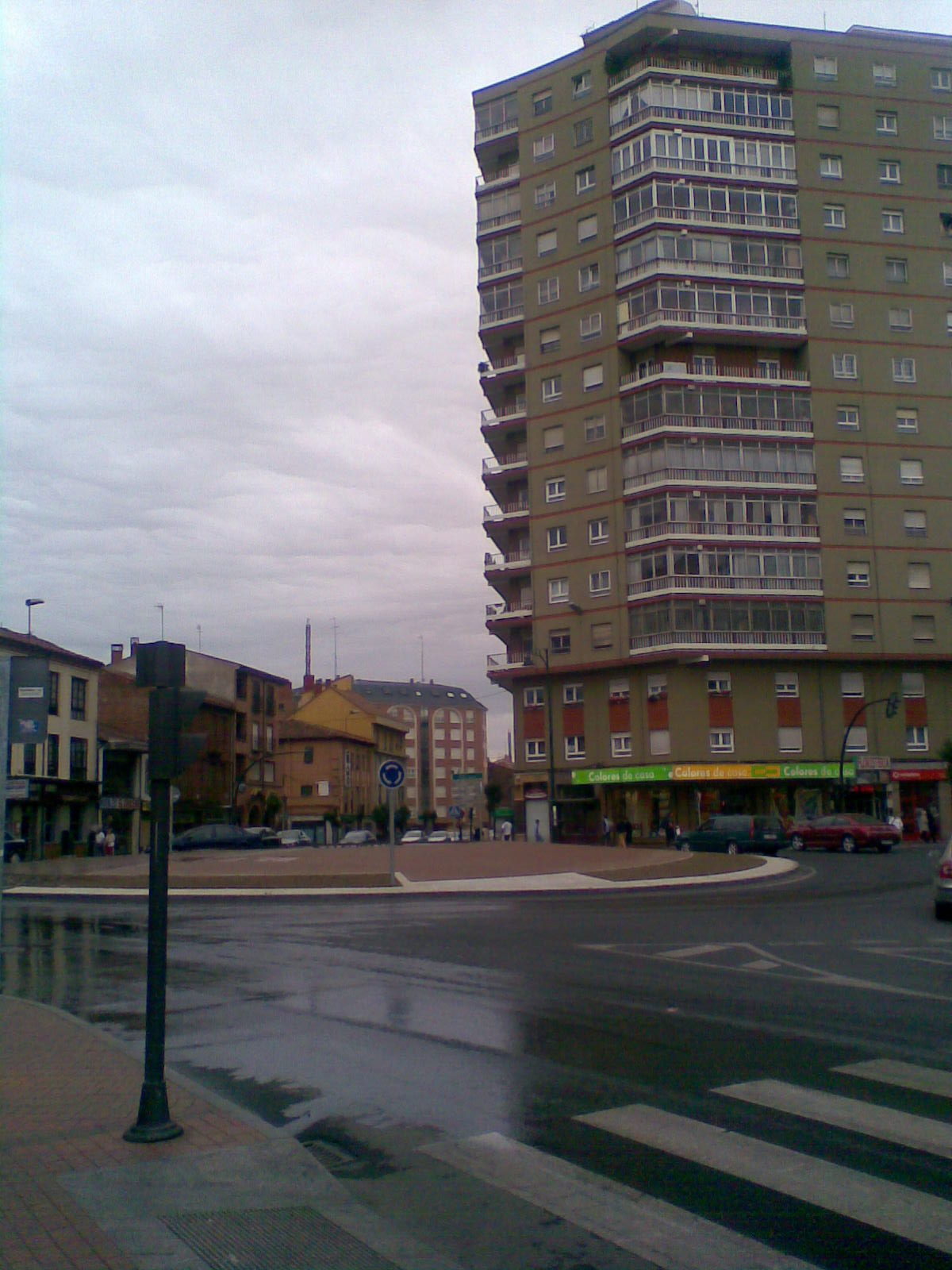
El barrio de El Crucero es uno de los barrios obreros de la capital leonesa.

Entre 1910 y 1950 llegaron a la ciudad unos 35.000 habitantes, en su mayoría obreros o empleados de baja cualificación en busca de empleo en la industria y los servicios. El problema fue inmediato ya que, si bien la ciudad ofrecía puestos de trabajo para atraer a inmigrantes, la falta de vivienda distaba de satisfacer las necesidades de estos nuevos inquilinos. Se daban además dos características: el Casco Antiguo estaba saturado y aún con un uso intensivo de las viviendas, donde era imposible alojar a tanta gente, y por otra parte, el Ensanche, donde debido a las normas municipales, estaba prohibido edificar casas de obreros. La solución a estos problemas fue la de iniciar la construcción de barrios obreros a las afueras, iniciando así la expansión suburbial de la ciudad.
Comienzan así las llamadas parcelaciones particulares, en las que el propietario de una finca la parcelaba, vendiéndola después con gran beneficio económico. El Ayuntamiento, por tolerancia o por incapacidad, fue dejando que se urbanizaran estos nuevos barrios sin los requisitos mínimos de infraestructuras como agua, electricidad o acceso a la sanidad y la educación. Se crearon así urbanizaciones de ínfima calidad que solo pudieron ser mejoradas con el concurso municipal para dotarlas de servicios años más tarde.
De esa manera, al norte surgen barrios como San Esteban, San Mamés, Mariano Andrés, Las Ventas y La Inmaculada. Al oeste se aplicaron una serie de parcelaciones entre la carretera de Zamora y el ferrocarril. Al sur, el desarrollo estuvo más limitado, aunque ello no impidió que el mismo modelo descrito se aplicara a las construcciones colindantes con la carretera de Circunvalación. Con la promulgación, en 1956, de una ley reguladora, se consiguió que, aunque las técnicas de parcelación fueran las mismas, el Ayuntamiento lograra un mayor control urbanístico.
Plan General de 1960
A mediados de los años 1950 se inician en León los proyectos para elaborar un Plan General de Ordenación Urbana, que se aprobó definitivamente en 1960. Todas las actuaciones urbanísticas en la ciudad y en el municipio quedaban, por tanto, sujetas a los criterios, métodos y disciplina sancionados legalmente.
En los años 60, las ciudades españolas, y León no era una excepción, experimentaron importantes crecimientos. La localización de la industria y de los servicios, las demandas del éxodo rural, la construcción de viviendas y la especulación sin límites otorgaron al crecimiento urbano las características de gran negocio. En estas condiciones, y ante perspectivas inmobiliarias tan prometedoras, la Ley del Suelo quedó convertida en un estrecho marco de legalidad urbanística que no hizo otra cosa que entorpecer el libre juego de las fuerzas económicas de la ciudad. Consecuentemente, los Planes de Ordenación no se cumplen, siendo más grave aún la imposibilidad de que movimientos sociopolíticos organizados puedan denunciarlo y reivindicarlo. Particularmente, se incumplen aquellas partes del Plan dedicadas a la previsión y provisión de espacios para equipamientos y servicios sociales, culturales y recreativos; por supuesto, las zonas verdes no constituyen ningún tipo de prioridad. 
Gracias a este plan se terminaron los grandes barrios periféricos de la ciudad, algunos de ellos iniciados en los años 20. La incontenible especulación de estos años certificó su presencia en la ciudad con el proyecto de la gran avenida que atravesaba el continuo urbano, engullendo el caserío existente desde Santa Ana, al sur, hasta la carretera de Asturias, al norte. Los tramos que se lograron construir (Avenida Reino de León) muestran la naturaleza de la operación; aparentemente el objetivo era crear una vía de tráfico fluido pero a mayor anchura de la vía, mayor altura de los edificios, mayor número de plantas y, por tanto, más metros cuadrados a la venta.
La etapa democrática

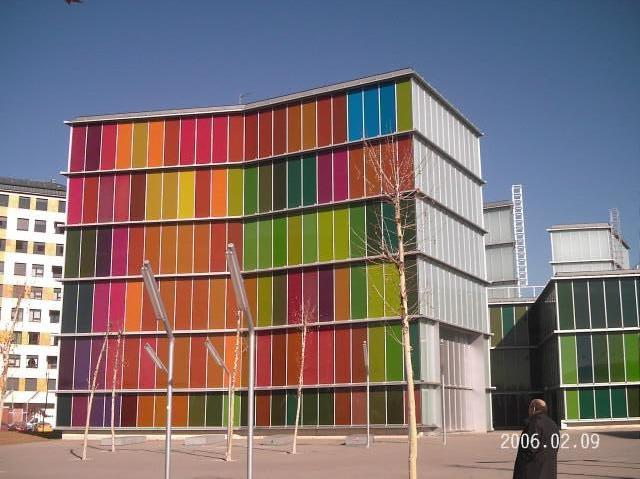
Edificio del MUSAC, situado en Eras de Renueva, uno de los mayores logros urbanísticos de la ciudad.

A mediados de los años 70, León se encontraba sin un Plan de Ordenación Urbana, ya que el Plan Comarcal no se había llegado a aprobar y el Plan General de 1960 estaba claramente superado. En esos años, la crisis económica empezaba a sentirse en toda su extensión y profundidad. En la ciudad repercutió a través del incremento de las especulaciones y los negocios inmobiliarios, pues este era un sector seguro para los capitales que, por miedo, abandonan otros sectores de la economía. Por esto se hacía urgente y necesaria la implantación de un Plan de Ordenación Urbana.
En 1975 el Ayuntamiento inició los trámites para un nuevo PGOU que, sin embargo, solo era una adaptación del Plan Comarcal de 1960.

## sigloXXI

### Nuevos barrios
La Lastra
Situado en la confluencia de los ríos Bernesga y Torío, es una de las mayores apuestas urbanísticas de León, puesto que contempla la construcción de casi 4.700 nuevas viviendas y un gran número de zonas verdes que harán del barrio un auténtico pulmón verde de la ciudad. Permitirá que se alojen en él unas 15.000 personas, contará con los servicios más pioneros como recogida neumática de basuras, y dos nuevos puentes sobre los dos ríos. Asimismo, es sede del organismo nacional Inteco. 
La Torre
Este polígono es otra de las zonas de mayor expansión urbanística de la ciudad. Cercano a la Universidad, contará tanto con bloques de pisos como con casas unifamiliares, además de ser el lugar elegido para la ubicación de la Escuela de Formación Profesional de León.

### La integración del Ferrocarril
León, como muchas ciudades en las que se planea la llegada del AVE, ha planteado el soterramiento de las líneas ferroviarias que antaño separaban la ciudad, aunque el proyecto es mucho más que eso, pues transformará la ciudad de forma espectacular, dedicando el espacio liberado a otros usos como zonas verdes y viviendas. El tramo a soterrar está en los municipios de León y San Andrés del Rabanedo y su longitud es de 3 km. Anejo a ese proyecto hay otros, como la nueva estación de tren o el Palacio de Congresos. 
El coste del proyecto es muy alto, ya que costaría alrededor de 1.100 millones de euros, un valor bastante superior al de otras ciudades de la comunidad. Lo más relevante del mismo es la desaparición de la barrera urbanística que significaba el tren, la desaparición de los pasos a nivel y la creación de una verdadera nueva ciudad, con la creación de 3.369 nuevas viviendas, la nueva estación y un puente que conectará la calle Lancia con la "nueva ciudad".
La estación será el emblema del proyecto e integrará en un mismo contenedor las terminales ferroviaria y de autobuses. Todas las plantas se convertirán en un gran hotel coronado por un restaurante panorámico mientras que las plantas a nivel se convertirán en un centro comercial.
El nuevo puente, la otra gran novedad, ha sido diseñado basándose en el Ponte Vecchio de Florencia, porque desean que sea habitado o animado. Para acceder al mismo desde la calle Lancia se construirá un kiosco de cristal con bar y restaurante y donde también se podrán instalar las máquinas expendedoras de billetes.
La intervención que se desarrollará con la llegada de la alta velocidad afectará a 383.000 metros cuadrados, de los que la nueva estación ocupará 37.000. El coste global de la operación asciende a 143 millones de euros y solo la estación requerirá 36,5 millones, según estimaciones oficiales, aunque el equipo que ha realizado el proyecto la eleva hasta los 40 millones para incluir el nuevo puente y el centro comercial. El hotel de la torre tendrá una superficie de 8.000 metros cuadrados y 155 habitaciones. Por otro lado, el centro comercial puede estar en peligro tras el anuncio del León Plaza.

### El Área Metropolitana

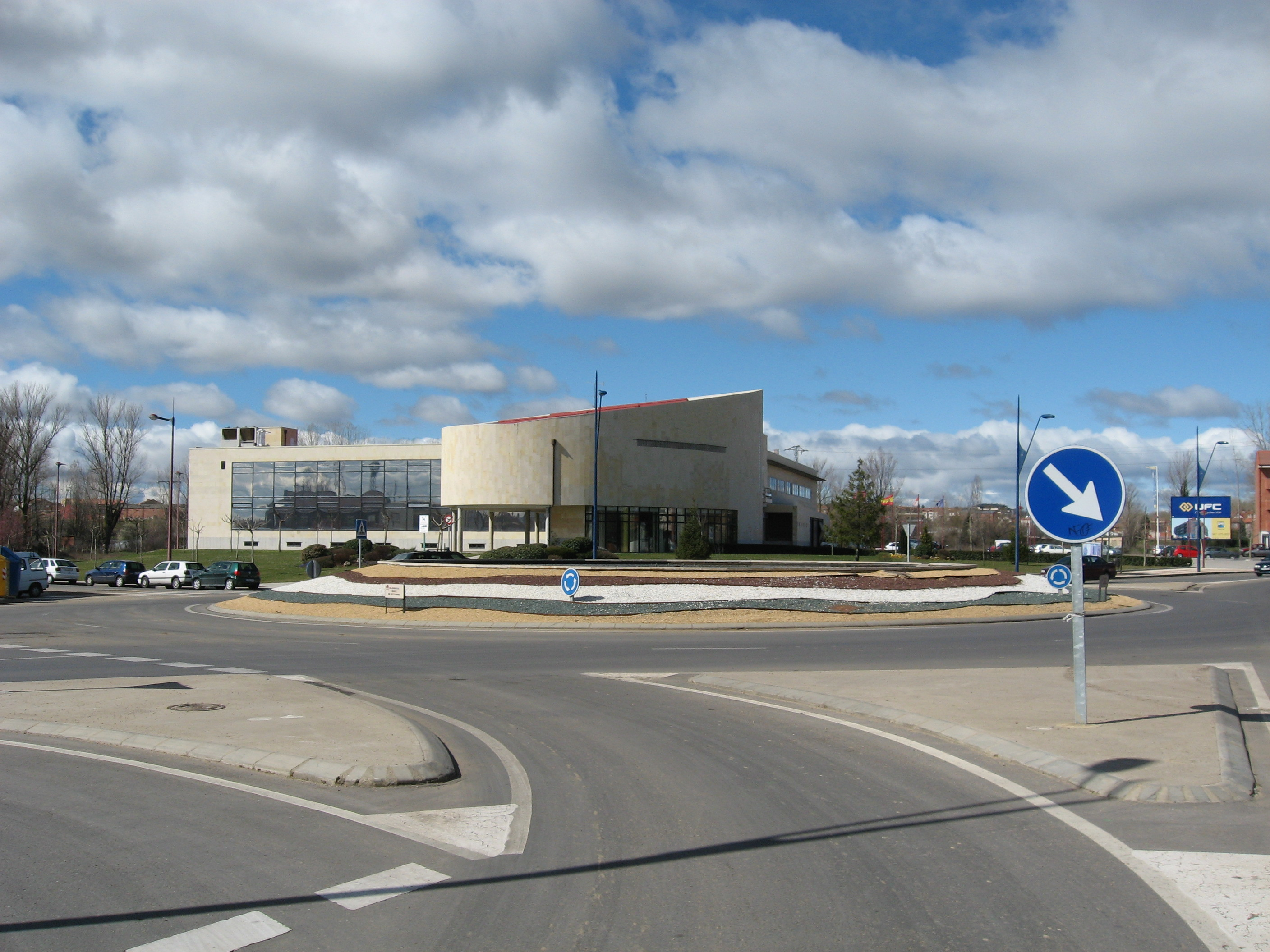
El nuevo edificio del Ayuntamiento de San Andrés del Rabanedo.

Desde los años 90, la ciudad de León ha trasladado su crecimiento fuera de sus límites municipales: San Andrés del Rabanedo, Villaquilambre, Sariegos y Valverde de la Virgen son los municipios que más se han favorecido, puesto que si bien León pierde habitantes, el área metropolitana crece. Valverde, además, es el municipio de mayor crecimiento relativo de la comunidad, con cifras del 12%, mientras que Villaquilambre es el municipio no capital de provincia con mayor incremento poblacional.
En este crecimiento hay que matizar que mientras en San Andrés del Rabanedo y Villaquilambre lo construido suelen ser viviendas colectivas en bloques de pisos, en otros municipios como Sariegos y Valverde de la Virgen la construcción de nuevas viviendas se centra en viviendas unifamiliares.
Sin embargo, la falta de coordinación urbanística entre León y los municipios aledaños ha dado lugar a multitud de problemas urbanos en el área metropolitana.